# ریچارد بلند لی
ریچارد بلاند لی (Richard Bland Lee) (زادهٔ ۲۰ ژانویه ۱۷۶۱ میلادی – درگذشتهٔ ۱۲ مارس ۱۸۲۷ میلادی)، مزرعه‌دار، حقوق‌دان و سیاست‌مدار شهرستان فیرفکس ویرجینیا بود. او پسر هنری لی دوم (۱۷۳۰–۱۷۸۷) از «لیسیلوانیا» و لوسی گریمز (۱۷۳۴–۱۷۹۲) همچنین به عنوان برادر کوچک‌تر سرگرد هنری («هری سبک اسب») لی (۱۷۵۶–۱۸۱۸) و ژنرال چارلز لی (۱۷۵۸–۱۸۱۵) دادستان کل ایالات متحده آمریکا از ۱۷۹۵ تا ۱۸۰۱ که در هر دو دولت واشینگتن و آدامز خدمت کرد، بود.

## اوایل زندگی و تحصیلات
ریچارد بلاند لی، سومین پسر هنری لی دوم و لوسی گریمز در ۲۰ ژانویه ۱۷۶۱ در «لیسیلوانیا»، ملکی که توسط پدرش در زمینی مشرف به رودخانه پوتوماک در شهرستان پرنس ویلیام از مستعمره ویرجینیا ساخته شده بود، به دنیا آمد. او به نام دو تن از خویشاوندان متمایز و برجسته خویش، پدر پدربزرگش ریچارد بلاند از «جردن پوینت» و عموی بزرگش، حقوق‌دان و دولت‌مرد ریچارد بلاند که توماس جفرسون او را «خردمندترین مرد جنوب جیمز» نامیده بود، نام‌گذاری شد.
ریچارد بلاند لی ممکن است بخشی از یک گروه شبه نظامی بوده یا ممکن است قبلاً به «لیسیلوانیا» بازگشته باشد تا «در مورد آینده با پدرش صحبت کند». بخشی از آن آینده، به ظاهر از پیش، برای او تعیین شده بود به گونه‌ای که پدرش هنری لی دوم بخشی از دارایی خود را در کاب‌ران، برای ریچارد مشخص کرده بود و او به ظاهر با این تصمیم دررابطه با اداره کردن این دارایی، به نمایندگی از پدرش در ۱۷۸۰ یا ۱۷۸۱، موافقت کرده بود. او در ۱۷۸۷، ۱۵۰۰ جریب (۱٫۶ کیلومتر مربع) از این دارایی را از پدرش به ارث برد. سرزمینی شامل املاکی که بعدها «سولی» نام‌گذاری شد.

## زندگی عمومی

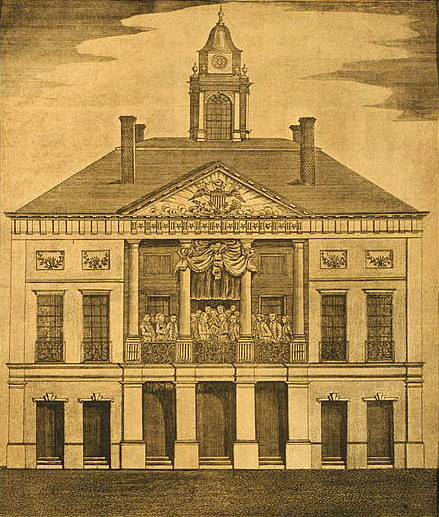
نقاشی از منزل ریچارد بلاند لی

### مجلس نمایندگان ویرجینا
رأی دهندگان شهرستان لودون، چندین مرتبه در ۱۷۸۴ تا ۱۷۸۸ و ۱۷۹۶، ریچارد بلاند لی را به عنوان یکی از دو نماینده مجلس نمایندگان ویرجینیا انتخاب کردند.

### مجلس نمایندگان ایالات متحده آمریکا
در ۱۷۸۸ ریچارد بلاند لی که به مدت سه سال در مجلس نمایندگان ویرجینیا خدمت کرده بود، تصمیم به شرکت در انتخابات کنگره فدرال جدید گرفت که بر اساس قانون اساسی مصوب اخیر، بنا شده بود.

### سایر خدمات دولتی
به دنبال انتقالش از «سولی» به واشینگتن دی‌سی در ۱۸۱۵، ریچارد همراه با جان پیتر ون نس و تنچ رینگ‌گلد توسط دوست دیرینه‌اش، رئیس‌جمهور جیمز مدیسون به عنوان یکی از سه مأمور برای نظارت بر بازسازی ساختمان فدرال که توسط نیروهای بریتانیایی آسیب دیده بود، انتخاب شد. این ساختمان در حمله‌ای که در ۲۴ اوت ۱۸۱۴ در واشینگتن دی‌سی، در طول جنگ ۱۸۱۲ رخ داد، آسیب دید.

## مزرعه‌دار
پس از مرگش در ۱۷۸۷، هنری لی دوم وصیت کرد، ۳۰۰۰ جریب (۱۲ کیلومتر مربع) از املاک کاب‌ران، به‌طور مساوی میان پسرانش؛ ریچارد بلاند و تئودوریک تقسیم شود. به ریچارد به عنوان برادر بزرگ‌تر، نیمه شمالی که بیشتر آبرفتی بود و از قبل در آنجا ساکن بود، داده شد. مکانی که او تقریباً از ۱۷۸۱ به عنوان مدیر املاک در آنجا زندگی می‌کرد. پس از ورودش به کنگره در مدت بیش از پنج سال بعد، ریچارد اداره روزانه املاکش را به برادرش تئودوریک سپرد که بر کاشت و برداشت بهار و پائیز، جمع‌آوری اجاره از کشاورزان و ساخت و ساز خانهٔ بزرگ ریچارد که برای املاکش طراحی کرده بود و از ۱۷۹۴ در آن زمین آغاز شده بود، نظارت داشت. قبل از اینکه ریچارد در ۱۷۸۹ کنگره را ترک کند، نام سولی را برای املاکش انتخاب کرد. اگرچه نام اصلی آن نامعلوم است، ولی رابرت اس گمبل دربارهٔ سولی گفته‌است: زندگی‌نامه خانه این گمان را می‌آورد که نام سولی از «شتو دو سولی» در دره لوار فرانسه گرفته شده‌است. طبق گفته گمبل «اگر او به منبع خاصی مراجعه می‌کرد، بدون شک آن خاطرات ماکسیمیلیان د بتون، دوک سولی و وزیر دارایی فرانسه در زمان هنری چهارم بود». این اثر در اواخر قرن هجدهم در میان ثروتمندان ویرجینیا، شناخته شده بود.
ریچارد پس از شکست در انتخابات مجدد کنگره به «سولی» بازگشت و مدیریت اولیه املاکش را به عهده گرفت. ریچارد مانند جورج واشینگتن که او را می‌پرستید، مصمم بود تا از شیوه‌های رایج ضعیف تک کشت تنباکو در ویرجینیا، دوری کند و از روش‌های نوین کشاورزی برای تولید محصولات متنوع و جلوگیری از تخلیه خاک، طراحی شده بود، استفاده کند. در آخر او به کشت محصولات اصلی؛ گندم، چاودار، جو، ذرت و تیموتی، درختان میوه؛ سیب برای تولید شراب سیب و هلو برای درست کردن کنیاک هلو، روی آورد. او شبدر کاشت تا به غنی سازی خاک کمک کند. همچنین او «تناوب زراعی و روش مغذی سازی خاک به ویژه با آهک خرد شده را برای پُر کردن جاهایی که تولید محصول کاهش پیدا کرده بود را امتحان کرد». در طول این دوره او همچنین پرورش تنباکو در «سولی» را رها کرد یا به شدت محدود نمود. ریچارد باغ‌های سبزیجات بزرگی ایجاد کرد و در سال ۱۸۰۱ یک خانهٔ لبنی (مغازهٔ لبنیات) با سنگ قرمز سنکا ساخت.
ساخت و ساز در خانهٔ بزرگ از ۱۷۹۴ شروع و در ۱۷۹۵ تکمیل شد. این خانه به سبک «فدرال» یا «جورجیایی» است که دو طبقه و نیم داشت. او در ۱۷۹۹ همزمان با عروسی پورتیا لی که همراه خواهرش کورنلیا لی برای زندگی با ریچارد و الیزابت لی تحت سرپرستی آنان آمده بودند، یک بنای یک و نیم طبقه برپا کرد. ریچارد برای کمک به برادرانش سرگرد هنری لی («لایت هورس هری») و ژنرال چارلز لی که در بدهی قابل توجهی فرورفته بودند، با فروش «سولی» در ۱۸۱۱ به پسرعمویش؛ فرانسیس لایتفوت لی (۱۷۸۲–۱۸۵۸)، آنان را از مشکلات شدید مالی، خارج کرد. ریچارد بلاند و الیزابت لی در ابتدا به خانه‌ای در اسکندریه و سپس به محل سکونت اصلی خود، خانه‌ای که آن را استرابری ویل می‌نامیدند، نزدیک اسکات ران (محل فعلی تیسونز کرنر) و در نهایت به خانهٔ تاریخی توماس لاو واقع در خیابان‌های ششم و ان، جنوب غربی واشینگتن دی‌سی، نقل مکان کردند.
«سولی» در شانتلی، درست خارج از جاده ۵۰ ایالات متحده آمریکا، در جاده ۲۸ استان، در مسیر دسترسی جاده جنوبی به فرودگاه بین‌المللی دالس، قرار دارد. سولی به عنوان خانه موزه به مالکیت گرفته شده و توسط پارک اتوریتی شهرستان فیرفکس اداره می‌شود.

## ازدواج
ریچاد با الیزابت کالینز (حدود ۱۷۶۸–۱۸۵۸) در ۱۷۹۴ در خانهٔ والدینش در ژرمن تاون پی ای ازدواج کرد. الیزابت دختر تاجر فیلادلفیا کوئیکر، استفان کالینز و مری پریش و خواهر زاکئوس کالینز، گیاه‌شناس برجسته بود. دوست دیرینهٔ او دالی پین تاد مدیسون بود.

## وفات
ریچارد در ۱۸۲۷ در واشینگتن دی‌سی فوت کرد و در گورستان کنگره در همان‌جا به خاک سپرده شد. بار دیگر در ۱۹۷۵ او را در خانه‌اش در مزرعه سولی نزدیک شانتلی، ویرجینیا، به خاک سپردند. در حال حاضر خانه‌اش به عنوان یک پارک شهرستانی برای بازدیدکنندگان باز است.